# Famille Rzeszowski
 (novembre 2022).
- Si vous ne connaissez pas le sujet, laissez ce bandeau (vous pouvez alors contacter les auteurs).
- Si vous supprimez le contenu mis en cause (vous pouvez préalablement contacter les auteurs),

argumentez précisément cette suppression dans la page de discussion
(un manque de référence n'est pas un argument ; une recherche réelle de référence doit avoir été effectuée, être formellement documentée).
La famille Rzeszowski, issue de la noblesse polonaise galicienne, de confession catholique de rite romain, existe depuis le 19 janvier 1354. Cependant, ses origines sont antérieures au XIVe siècle et remontent au-delà du XIe siècle puisqu'elle est issue, en ligne masculine directe, à la fois de la puissante et riche famille Półkozic du clan du même nom dont les attestations les plus anciennes connues remontent aux années 1022 et 1044, mais également de la puissante famille Ligęza du clan Półkozic (pl), dont les traces les plus anciennes datent de l'an 1220. Éteinte en ligne masculine depuis le décès sans progéniture d'Adam z Żerkowa Rzeszowski du clan Doliwa (issu de la famille Żerków) et de son épouse Zofia, en 1583, elle subsiste actuellement uniquement par les descendants des femmes de cette époque qui en donnèrent le nom à leur époux. La famille Rzeszowski appartenait aux clans (herb szlacheckie (pl) / herb) Półkozic (pl), Doliwa (pl), Dębno (pl), Topór (pl), Wąż et Lis. L'une des branches établie dans l'actuel oblast de Ternopil et dans l'ancien Sambor Palatinat de Lviv (actuel oblast de Lviv), référencée dans les fonds d'archives de la noblesse conservés à Lviv portait les armes du clan Siekierz (pl) ; les autres branches portaient tantôt Jastrzębiec, tantôt Doliwa (pl).
Elle figure au tome VIII de l'armorial de Kasper Niesiecki ; au tome XXXIV du Polski Słownik Biograficzny ; au tome X du Słownik geograficzny Królestwa Polskiego i innych krajów słowiańskich et dans le Herby rycerstwa polskiego (pl) publié par Bartosz Paprocki en 1584 et réédité en 1858.
Dès l'origine, elle a compté parmi ses membres des poètes, de grands serviteurs et des proches du pape Urbain V et du trône de Pologne, tel un échanson, un confesseur d'un roi de Pologne, plusieurs diplomates et chevaliers mais aussi plusieurs chanoines, prêtres, évêques et archevêques. Elle noua des liens familiaux avec, entre autres, les Czarnecki (en) du clan Łodzia grande famille de la noblesse polonaise dont la lignée est attestée depuis le XIVe siècle, notamment par le mariage, au XVIe siècle, de Krystyna Rzeszowska catholique de rite romain avec le noble Krzysztof Czarniecki calviniste.
En l'an 1453, après que la ville de Siewierz (ainsi que son château) fut devenue le siège des évêques de Cracovie, l'évêque Jan Rzeszowski (pl) sera le premier à être signifié en tant que " Dominus et Haeres Ducatus et Terrae Severensis / Seigneur et légataire général de la Terre de Siewierz " et dès 1484 à revendiquer puis à user du titre de " Dominus et Princeps Ducatus Severiensis / Seigneur, Prince et Duc de Siewierz ",.
Au cours du XVe siècle, plusieurs familles sans liens véritables de sang devinrent propriétaires du domaine de Rzeszów qui fut partitionné et auquel ils accolèrent Rzeszowski à leur nom.
Dès le dernier quart du XVIe siècle plusieurs rameaux collatéraux de la famille Rzeszowski se replièrent vers l'Est, quittant la Galicie occidentale pour la Galicie orientale, après qu'Adam z Żerkowa Rzeszowski dernier Rzeszowski direct du herb Doliwa et héritier de Rzeszów est décédé sans progéniture. Les branches collatérales se scindèrent en de nombreux rameaux ; la majorité tomba dans la pauvreté à l'issue des partages de la Pologne-Lituanie. Quelques années avant, en 1568, le noble Hieronym appartenant à l’une des branches Rzeszowski ainsi que l'écrivain et noble Mikołaj Rej de Nagłowic du clan Oksza (pl), furent les seuls à quitter le catholicisme pour se convertir au calvinisme. Hiéronym écrivit alors des lettres polémiques à caractère théologique auxquelles le père Józef Konarzewski répondit.
En 2018 eut lieu une commémoration pour les 664 ans de la famille Rzeszowski et de la donation de Rzeszów.

## Étymologie et origine
La famille Rzeszowski tire son nom de la ville de Rzeszów, Ряшiв (Ryasziw) en ukrainien.
Cette ville a été intégrée à la Pologne en 1340 / 1341 par Casimir III de Pologne après des années de rivalités entre le royaume de Pologne des Piast et la Rus' de Kiev des Riourikides. L'année 1354 marqua un tournant historique car les premières sources écrites parurent. En effet, en date du 19 janvier 1354, le roi Casimir III de Pologne fit don par privilège royal, selon le droit de Magdebourg, des terres et des 26 villages dépendants de Rzeszów / Ряшiв au diplomate et chevalier Jan Pakosławic de Strożysk du clan Półkozic (pl), fils du puissant et noble Pakosław Półkozic de Mstyczów du herb Lis, échanson (cześnik), trésorier et castellan de Sandomierz (1315) et de Cracovie (1317),. Cette donation, qui devait revenir à tous les descendants masculins comme féminins, s'étendait des axes Nord-Sud et Est-Ouest : c'est-à-dire de la ville elle-même jusqu'au château de Czudźcu, d'une part ; du village de Dąbrowa à celui de Leżajsk, d'autre part.
Progéniteur de la famille Rzeszowski, le chevalier et diplomate Jan Pakosławic de Strożysk du clan Półkozic était le descendant de Pakosław Półkozic castellan de Cracovie (1222) et de Sandormierz (1224-1228 ; 1231 ; 1234), ainsi que de son fils Pakosław Półkozic " junior ", échanson (cześnik), voïvode et trésorier de Sandormierz en 1234 qui mourut lors des batailles avec les Tatars qui démolirent Kiev en 1241, près du lieu où se trouve l'actuelle ville de Khmelnytskyï. Il descendait également de Dzierżykraj Półkozic, castellan de Połaniec (1246) et était apparenté à Paweł XIII Przemankowski du clan Półkozic alors évêque de Cracovie, lui-même fils de Michał Półkozic - fils d'un certain Petit-Pierre ou Pierrot, Piotrek en polonais -, mentionné dans les privilèges de 1220, 1222 et 1232 et pimogéniteur de la famille et dudit clan d'où sortiront tous les Ligęza,.

## Quelques personnalités
- Jan Pakosławic de Strożysk (pl) (décédé en 1374), primogéniteur de la famille Rzeszowski h. Półkozic. Entre 1362 et 1364, Jan et ses diplomates reçurent l'autorisation du Pape de créer, à Cracovie, l'université Jagellonne (Akademia Krakowska) qui relevait des facultés des arts libéraux, de médecine et du droit, sans faculté de théologie ; le Pape ayant refusé que celle-ci soit créée à cause du roi. En effet, entre 1362 et 1368, Jan fit plusieurs séjours, avec d'autres diplomates, en Avignon, afin de discuter avec le pape Urbain V d'un éventuel divorce ou d'une annulation de mariage entre Adélaïde de Hesse et son époux le roi Kazimierz Wielki afin que ce dernier puisse épouser sa maîtresse.
- Jan Rzeszowski (vers 1345 - 12 août 1436)[23],[24],[25], diplômé de l'université de Padoue, était un aristocrate, professeur, diplomate et prêtre catholique romain. Chanoine de Cracovie, il était un proche du roi Władysław Jagiełło. Alors qu'il était le 6e recteur de l'Académie de Cracovie de 1405 à 1406[26], il fut le dernier archevêque de Halicz du 24 août 1412 jusqu'en 1414 mais le premier archevêque métropolite de l'archidiocèse de Lviv du 26 août 1412 à son décès le 12 août 1436. Il fonda par le décret " Litteras sacrosanctae " et en tant que légat pontifical et missionnaire, le 24 octobre 1417, le diocèse de Samogotie (actuellement en Lituanie), dans le grand-duché de Lituanie qui fut approuvé par une bulle pontificale du pape Martin V quatre années plus tard, le 31 mai 1421. Lors de l'accord de paix de Brest, en 1435, Jan faisait partie des 24 hauts signataires (pl) du royaume. Il y était mentionné en tant que " Johannes Leopoliensis Archiepiscoporum "[27].
- Jan Feliks Rzeszowski / Jan z Rzeszowa h. Półkozic (1410 / 1411 - 28 février 1488)[28]  appelé également Jan Feliks Rzeszowski de Przybyszówka était un chevalier et un aristocrate connu pour avoir fondé l'église de Łąka près de Rzeszów. Il avait pour habitude de séjourner à la cour de Ladislas III Jagellon et aux côtés duquel il participa à la bataille de Varna (1444) qui coûta la vie au jeune souverain de 20 ans, le 10 novembre 1444[29]. Ordonné prêtre en 1453, il devint chanoine de Cracovie et de Przybyszówka (pl) en 1455, chanoine de Przemyśl en 1466 et chanoine de Sandomierz en 1467. Devenu évêque de Cracovie et confesseur personnel du roi de Pologne et grand-duc de Lituanie Casimir IV Jagellon, Jan fut grand trésorier de la Couronne (1469-1471) et gouverneur de la ville et des salines de Cracovie à partir de 1471. Dès 1484, il sera le premier évêque de Cracovie à revendiquer le titre de " Dominus et Princeps Ducatus Severiensis " (seigneur, prince et duc de Siewierz) mais aussi le seul et unique évêque à consacrer, le 7 octobre 1477, selon la volonté du Chapitre, la chapelle Sainte Croix érigée dans la cathédrale de Cracovie (jouxtant le château royal du Wawel) le 11 août 1473 avec huit prébendes ajoutant aux dîmes de salaire des villages de Łazany, de Wola, de Skrzydlna, de Jodłownik et de Niżowa. Cette chapelle, financée et offerte personnellement par le roi et les villageois - au travers de la dîme - des villages pré-cités, est son lieu d'inhumation malgré le fait qu'il était détesté du clergé[30].

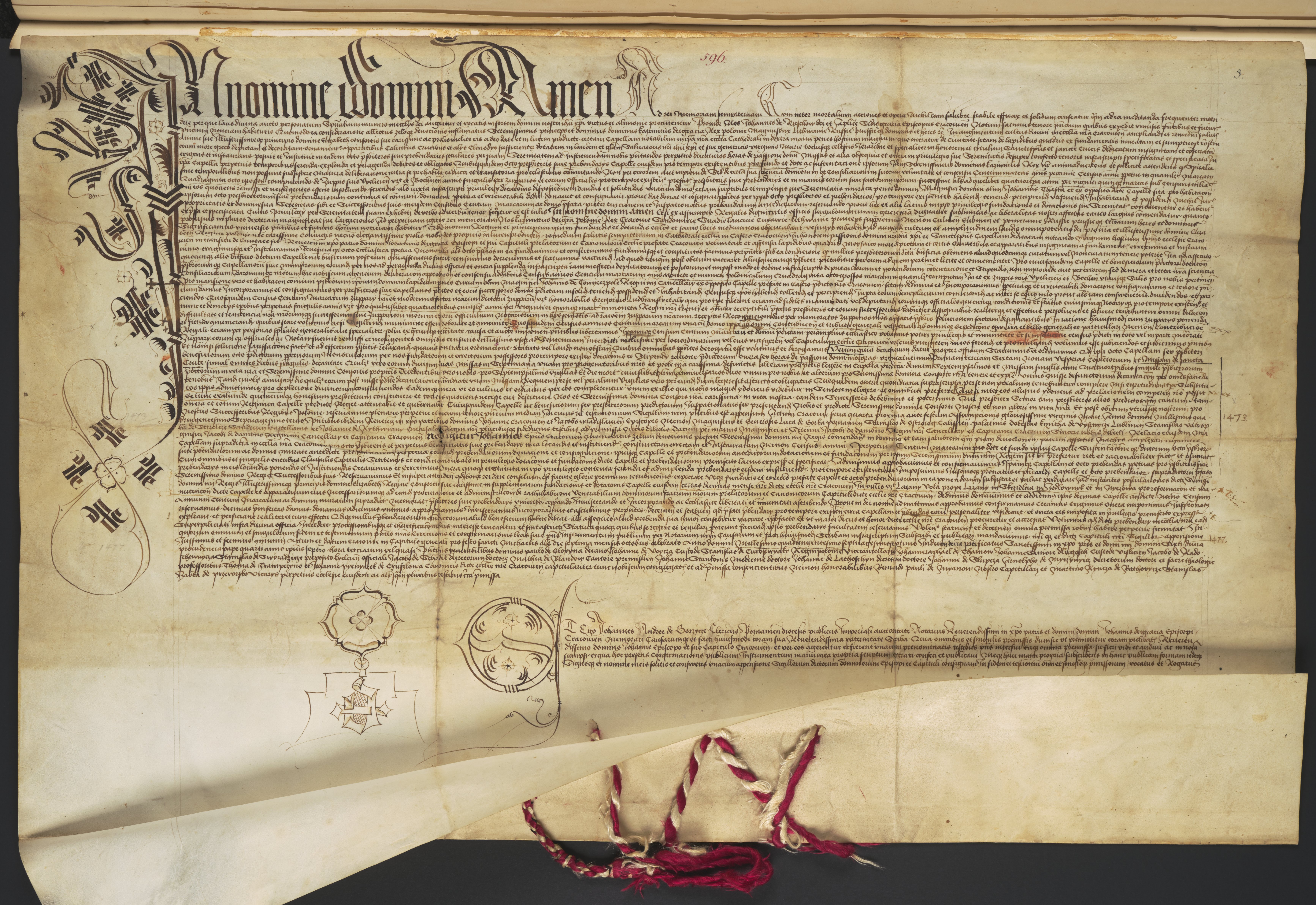
11 août 1473. Document du roi Casimir, au sujet de l'érection de la chapelle par Jan de Rzeszów. Document no 596, Bibliothèque des princes Czartoryski, Muzeum Narodowe w Krakowie[31].
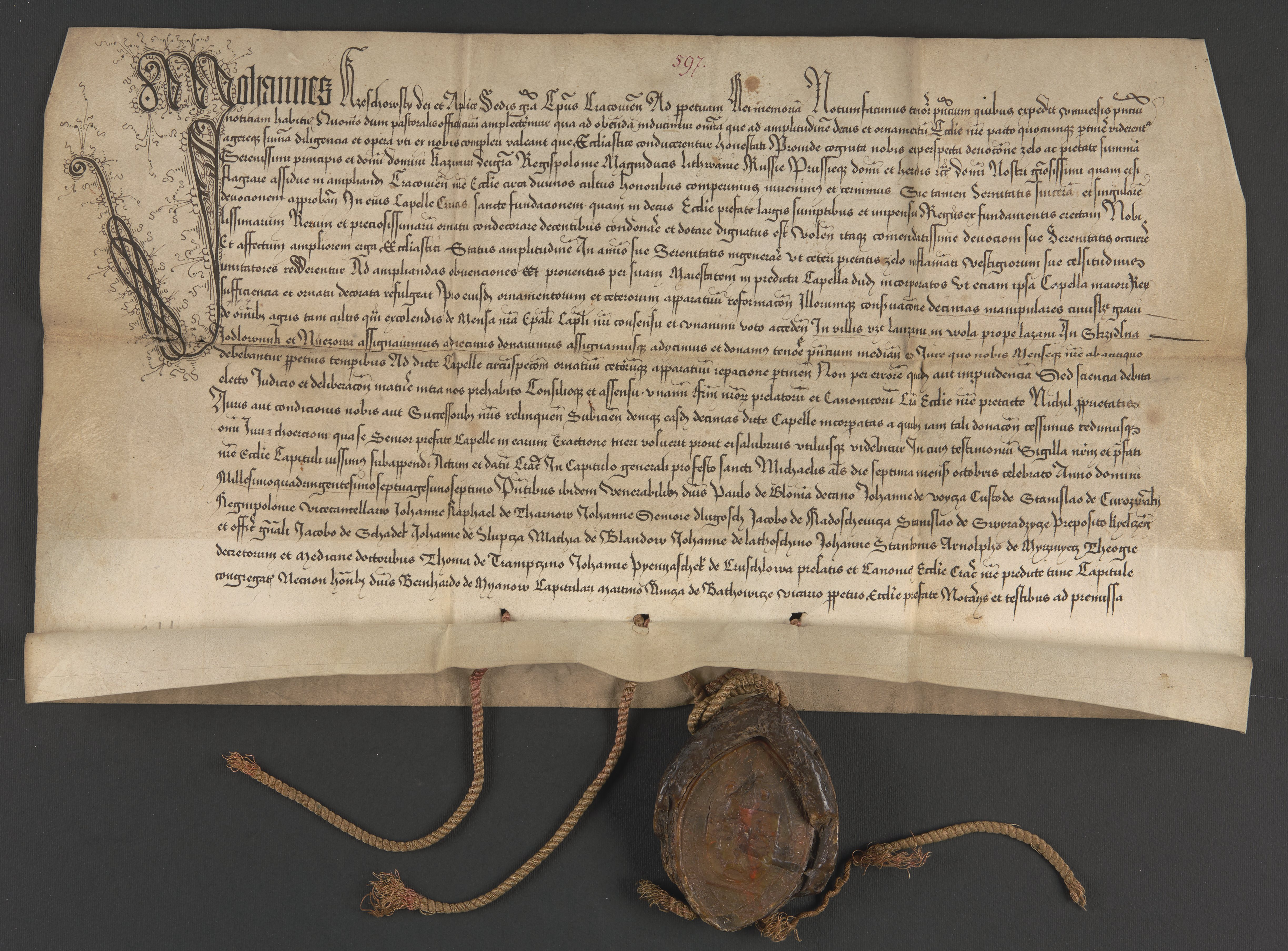
7 octobre 1477. Acte sur parchemin, 525 x 295 mm ; épaisseur 75 mm. Rédaction en latin. Sceau du Chapitre de Cracovie, lequel est apposé et noué sur une chaîne de soie rouge. Document issu de la bibliothèque des princes Czartoryski, Muzeum Narodowe w Krakowie[32].
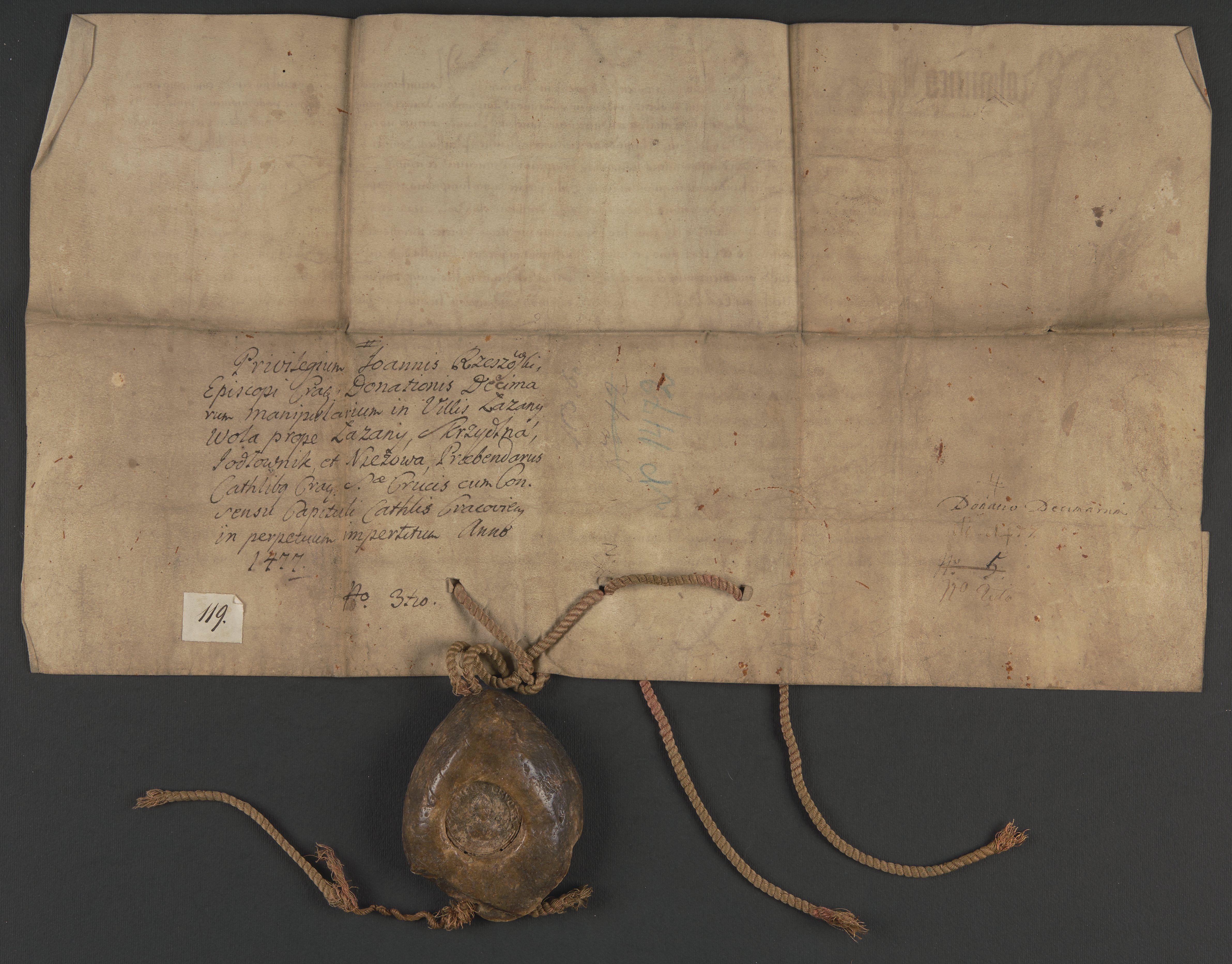
Verso

## Dates clés du domaine
Avant 1340 : Rzeszów obtient des princes ruthènes un droit de Magdebourg qui s'étend aux colons polonais.
1340 - 1341 : Rzeszów fait désormais partie du royaume de Pologne.
1354 : premières mentions de la ville et du domaine, dans les registres et actes officiels royaux du royaume de Pologne des derniers Piats.
19 janvier 1354 : le chevalier et diplomate Jan Pakosławic de Strożysk devient Jan Rzeszowski. Progéniteur de la famille Rzeszowski, il abandonne le nom de ses ancêtres sur décision royale pour celui de Rzeszowski qui évoluera en Ryszowski / Reszowski / Rishovski pour les branches ukraïnisées.
1360 : Jan Rzeszowski construit une église à Staromieście, bourgade de Rzeszów.
1363 - 1366 : pourparlers diplomatiques avec les Tatars.
1370 / 1375 : décès de Jan Rzeszowski, primogéniteur. Ses 3 fils gèrent en commun, chacun en tant que Seigneur, le domaine et la ville ainsi que les 26 villages.
1540 : la ville et le domaine de Rzeszów sont découpés en 3 branches distinctes. Chacun accole au nom, la partie gérée.
1458 : destruction par le feu de la ville et du domaine de Rzeszów et égorgement des habitants par les Valaques et les Tatars.
1502 : nouvelle destruction par le feu de la ville et du domaine de Rzeszów et égorgement des villageois par les Tatars. Les archives du domaine sont définitivement perdues. Quelques traces subsistent dans les archives royales du royaume de Pologne des Jagellons.
Début du XVIe siècle : la ville et le domaine se relèvent et obtiennent des privilèges royaux supplémentaires, dont une administration organisée. La ville compte parmi les villes les plus importantes du royaume de Pologne et ensuite de la république des Deux-Nations avec une population estimée à plus de 3 000 habitants.
Fin du XVIe siècle : effondrement du domaine de Rzeszów. De nombreux villages sont vendus.
1583 : la famille Rzeszowski perd définitivement le contrôle de la ville et du domaine et cède le pouvoir à leurs cousins. Se succèderont alors leurs cousins, les familles Ligęza et Pilecki et la maison des princes Lubomirski, jusqu'en 1844.
1772 - 1918 : Rzeszów en tant que ville de Galicie devient autrichienne. La Galicie occidentale et orientale passent sous le contrôle successif de la monarchie des Habsburg, de l'empire d'Autriche et de l'Empire austro-hongrois en tant que province autrichienne.
1918 - 1939 : la ville et le domaine redeviennent polonais, au sein de la deuxième république de Pologne.
1939 : en tant que partie de la Galicie occidentale, la ville et le domaine passent sont annexés par l'Allemagne nazie (Gouvernement général) alors que le gouvernement de la Pologne est en exil à Ankara ; la partie orientale de la Galicie est annexée, quant à elle, par l'URSS.
1941 : toute la Galicie (occidentale et orientale) est annexée par l'Allemagne nazie.
1945 : Rzeszów, en tant que partie de la Galicie occidentale est récupérée par la république populaire de Pologne, pendant que la Galicie orientale est récupérée par l'Union soviétique.
Entre 1939 - 1945 : une des branches galiciennes fut déportée à Opole, où elle sera exterminée.